# Jóvenes Estadounidenses Contra el Socialismo
Young Americans Against Socialism (YAAS) (en español: Jóvenes Estadounidenses Contra el Socialismo), es una organización sin ánimo de lucro (OSAL), creada en agosto de 2019, que tiene como objetivo educar a los jóvenes estadounidenses sobre los males del socialismo, el marxismo, el comunismo, el anarquismo y los beneficios del capitalismo. Ideológicamente, YAAS rechaza cualquier distinción entre comunismo y socialismo, creyendo que ambas ideologías conducen al establecimiento de regímenes autoritarios. YAAS está dirigido por Morgan Zegers, Peter Olson y Christopher Zeller. El consejo de administración de la organización está formado por Bill Montgomery (el fundador de Turning Point USA), Jameson Campaigne (antigua chica Goldwater), Gary Rabine, el exjugador de fútbol americano Jeff Christensen y David Fonseca.